# Боначич, Лука
Лука Боначич (хорв. Luka Bonačić; род. 21 марта 1955, Сплит) — хорватский футболист и футбольный тренер.
Боначич тренировал множество клубов по всему миру, большую часть своей тренерской карьеры он провёл в хорватских и иранских командах.

## Карьера игрока
Свою карьеру профессионального футболиста Боначич начинал в «Хайдуке» из его родного города Сплит в возрасте 16 лет. После чего Боначич играл за югославские клубы «Шибеник» и «Марибор», швейцарский «Грассхоппер», немецкий «Бохум» и испанскую «Малагу». Заканчивал играть Боначич в Австралии в 1985—1986 годах.

## Карьера тренера
Тренерскую карьеру Боначич начинал в 1988 году в новозеландском клубе «Сентрал Юнайтед», основанном выходцами из Далмации. Почти весь период с 1991 по 2003 год Боначич возглавлял различные хорватские команды. Он давал шанс молодым игрокам раскрыться: так, в «Пазинке» в сезоне 1992/93 при нём играл известный в будущем Дадо Пршо, а в «Славене Белупо» — Ивица Крижанац (сезон 1998/99).
В 1996 году Боначич стал тренером года в Хорватии, когда возглавляемый им «Вартекс» достиг финала Кубка Хорватии 1995/96.
Боначич был назначен главным тренером сплитского «Хайдука» в сезоне 1997/98, однако вскоре руководство клуба пригласило в команду знаменитого и опытного тренера Томислава Ивича в качестве ассистента молодого Боначича. Между двумя тренерами возникли разногласия по тактике команды: Ивич предпочитал оборонительный футбол, а Боначич — атакующий.
В 2003 году Боначич возглавил иранский «Фулад», и следующие 11 лет он проведёт преимущественно в этой ближневосточной стране, выступая в роли наставника следующих команд: «Эстеглаль Ахваз», «Сепахан», «Мес Керман», «Гостареш Фулад» и «Зоб Ахан». В сезоне 2005/06 Боначич возглавлял тиранское «Динамо», а затем вновь — «Хайдук». Но в родном городе Боначич подвергся нападению со стороны болельщиков «Хайдука», спустя несколько месяцев после инцидента он покинул клуб, пообещав больше никогда не возвращаться в «Хайдук».

## Достижения

### Тренерские
«Вартекс»
- Финалист Кубка Хорватии (1): 1995/96

«Хайдук»
- Серебряный призёр Чемпионата Хорватии (2): 1996/97, 1997/98

«Сепахан»
- Обладатель Кубка Ирана (2): 2005/06, 2006/07
- Финалист Лиги чемпионов АФК (1): 2007

«Мес Керман»
- Финалист Кубка Ирана (1): 2013/14